# Eustala belissima
Eustala belissima Poeta, Marques & Buckup, 2010 è un ragno appartenente alla famiglia Araneidae.

## Etimologia
Il nome della specie deriva dall'aggettivo spagnolo belissimo, cioè molto bello, ad indicare l'aspetto esteriore del ragno.

## Caratteristiche
L'olotipo maschile rinvenuto ha dimensioni: cefalotorace lungo 1,90mm, largo 1,50mm; la formula delle zampe è 1243.

## Distribuzione
La specie è stata rinvenuta in Brasile: nei pressi di Cambará do Sul, nel Rio Grande do Sul.

## Tassonomia
Al 2014 non sono note sottospecie e dal 2010 non sono stati esaminati nuovi esemplari.